# حمایت گروه‌های هکری از خیزش ۱۴۰۱ ایران

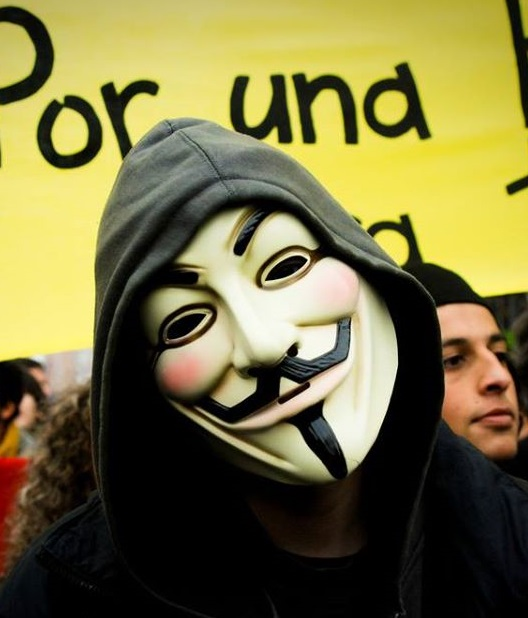
نقاب ناشناسان

حمایت گروه‌های هکری از خیزش ۱۴۰۱ ایران در جریان این اعتراضات مردمی صورت گرفت. این گروه‌ها که بیشتر با نام گروه‌های هکری ناشناس فعالیت می‌کنند از زمان آغاز اعتراضات مردمی در ایران، بارها اقدام به مسدودکردن پایگاه‌های اینترنتی مرتبط با نظام جمهوری اسلامی کردند. فعالیت این گروه‌ها نقش مهمی در افشاسازی فساد حکومتی و کمک به معترضان ایفا کرده‌است.

## پیش‌زمینه
بعد از کشته‌شدن مهسا امینی در بازداشتگاه گشت ارشاد و آغاز خیزش گروه انانیموس اعلام کرد از اعتراضات مردم ایران حمایت می‌کند. بعد از این اعلام، گروه انانیموس مجموعه‌ای از حملات سایبری علیه نهادها و رسانه‌های حکومتی جمهوری اسلامی از جمله هک سایت رهبر جمهوری اسلامی و بانک مرکزی و خبرگزاری‌ها را انجام داد.
| « | ما زیرساخت‌های دولتی را هدف قرار می‌دهیم، البته به جز آنهایی که مستقیماً به مردم آسیب برساند. ما حجم عظیمی از داده‌ها را از بخش‌های مختلف جمع‌آوری کرده‌ایم و قسمتی از آن را، تا جایی که به مردم ایران آسیب نرساند، منتشر خواهیم کرد. بقیه این داده‌ها را به سازمان‌هایی خواهیم داد که می‌توانند از آن در مسیر درست برای کمک به مردم ایران استفاده کنند. ما نه می‌بخشیم و نه فراموش می‌کنیم. | » |

## گروه‌ها
| YourAnonSpider  | توییتر |
| @YourAnonSpider |        |

             Greetsing Citizens of the Iran
This is a message from #Anonymous to all #Iran. We are here and we are with you! #OpIran Engaged. Expect Us!
         

        September 20, 2022

- انانیموس

گروه هکری انانیموس در یک پیام به صدای آمریکا گفت، مردم ایران به کمک ما نیاز دارند و ما از آنها حمایت می‌کنیم. این گروه روز ۲۹ شهریور اعلام کرد در همراهی با اعتراضات مردم ایران عملیات سایبری خود را علیه جمهوری اسلامی آغاز کرده‌است. یکی از اعضای انانیموس در توییتر در پیامی به مردم ایران گفت: «ما اینجا همراه شما هستیم. عملیات علیه ایران آغاز شد. منتظر ما باشید.» ساعاتی بعد سایت دولت جمهوری اسلامی و وب‌سایت اطلاع‌رسانی سخنگوی دولت از دسترس خارج شدند و انانیموس مسئولیت این حمله‌ها را بر عهده گرفت. این گروه از هشتگ OpIran استفاده می‌کنند. این گروه همچنین اعلام کرد برای حمایت از مبارزات مردم ایران برای «زنده ماندن» اینترنت در ایران تلاش می‌کند.
- بلک ریوارد (پاداش سیاه)
- عدالت علی
- تپندگان
- بختک
- بکدور (3ackd0or)
- رد مون
- خطای امنیتی (ERRORsec)

## فعالیت‌ها

### وبگاه‌ها
- وبگاه دولت جمهوری اسلامی:[۷][۱۲] پس از هک وبگاه دولت (dolat.ir) انانیموس با هشتگ «عملیات ایران» (OpIran) نوشت: «ما در نبرد کنونی همراه مردم ایران هستیم. ما انانیموس هستیم، منتظرمان باشید.»[۱۰][۸]
- وبگاه اطلاع‌رسانی سخنگوی دولت[۷]
- وبگاه مجلس شورای اسلامی: سوم مهرماه، گروه هکری انانیموس در توییتر اعلام کرد: پایگاه اینترنتی مجلس شورای اسلامی ایران را هک کرده و شماره موبایل نمایندگان را منتشر کرده‌است.[۲] انانیموس دربارهٔ این هک گفت:

| « | «همان‌طور که همه می‌دانید، دولت در تلاش است تا شما را متوقف کند، تسلیم نشوید. خیابان‌ها را ترک نکنید، انقلاب را متوقف نکنید. مجلس ایران از دیکتاتور حمایت می‌کند در صورتی که باید از مردم حمایت کند، بنابراین ما اطلاعات شخصی همه آنها را منتشر می‌کنیم. | » |

- وبگاه وزارت‌خانه‌های اقتصاد و دارایی و نفت[۱۳]: در روز سوم مهر همچنین دسترسی به پایگاه‌های اینترنتی وزارت‌خانه‌های اقتصاد و نفت نیز غیرممکن شد.[۴]
- خبرگزاری صدا و سیما[۱۲]: همچنین، از روز شنبه دوم مهر ماه، دسترسی اینترنتی به‌شماری از خبرگزاری‌های داخلی در ایران از جمله، پایگاه‌های خبری صدا و سیما، خبرگزاری فارس و وبگاه khamenei.ir، متعلق به رهبر جمهوری اسلامی امکان‌پذیر نبود.[۱۴][۱۲]
- وبگاه بنیاد مسکن: وب‌سایت بنیاد مسکن توسط گروهی از هکرهای ایرانی به نام «بلک ریوارد» هک شد. این گروه در پیام خود اعلام کرده‌اند که به سبک خودشان به مبارزه با رژیم ایران خواهند پرداخت.
- وبگاه بانک مرکزی ایران:[۷][۱۴] بانک مرکزی هک این سایت را تکذیب و تنها از «اختلال در کانال ارائه دهنده خدمات اینترنتی» خبر داد. پس از هک این وبگاه که حمله‌ای از نوع DDos بوده‌است، گروه هکری در پیامی نوشت: «نمی‌توانید از پول آلوده به خون استفاده کنید».[۱۱][۸]
- درگاه ملی دولت هوشمند:[۷] پورتال دولت به نشانی iran.gov.ir از دسترس خارج شد.[۱۵]
- وبگاه ستاد امر به معروف و نهی از منکر: ۲۹ شهریور گروه هکری عدالت علی وبسایت ستاد امر به معروف و نهی از منکر را هک کرده و تصویری از مهسا امینی در صفحه نخست این وبگاه قرار دادند.[۷]
- وبگاه وزارت فرهنگ و ارشاد[۱۶]
- ۶۰ وبگاه: گروه «تپندگان» در حمایت از اعتراض دانشجویان، بیش از ۶۰ سایت ایرانی از جمله سایت جهاد دانشگاهی واحد قم، جهاد دانشگاهی واحد صنعتی اصفهان و معاونت پژوهشی و فناوری جهاد دانشگاهی را هک کرد و صفحه اول سایت‌ها را به ویدیویی اعتراضی با ترانه‌ای از شاهین نجفی تغییر داد.[۱۷]
- اتوماسیون آستان قدس رضوی: گروه «بختک» روز شنبه ۲ مهر با انتشار بخشی از اطلاعات محرمانه اتوماسیون اداری آستان قدس رضوی که زیر نظر رهبر جمهوری اسلامی اداره می‌شود اعلام کرد: «این حمله سایبری را در اعتراض به قتل مهسا امینی، دزدی و اختلاس و ندادن مالیات از سوی آستان قدس رضوی انجام داده‌است».[۱۸][۱۹]
- وبگاه شهرداری تهران: تمامی زیردامنه سایت شهرداری تهران مورد حمله سایبری قرار گرفت و عکس مهسا امینی در صفحه اصلی آن منتشر شد.
- وبگاه پزشکی قانونی ایران
- وبگاه وزارت کار ایران: وبگاه وزارت تعاون و رفاه اجتماعی (mcls.gov.ir) هک شد.
- وب‌سایت دانشگاه امام صادق از مراکز اصلی ترویج ایدئولوژی حکومت جمهوری اسلامی توسط گروه هکری بلک ریوارد روز جمعه ۳۰ دی ۱۴۰۱ هک کرد.[۲۰][۲۱]

### دوربین مداربسته
در شامگاه یکشنبه ۲۴ مهر اطلاعات ۴۰۷ دوربین نظارتی در خیابان‌های تهران توسط انانیموس هک شد. این گروه در حساب کاربری توییتر اعلام کرد که این دوربین‌ها به جمهوری اسلامی در سرکوب اعتراضات کمک می‌کند. این توییت با تصویر فهرستی از دوربین‌های شهر تهران همراه بود که انانیموس می‌گوید آنها را هک کرده‌است، از جمله دوربین‌های «آزادی-بهبودی»، «آزادی-توحید»، «شریعتی-صدر»، «میدان قدس» و «ولیعصر-پسیان»

### سرویس یکپارچه ارسال پیامک
گروه انانیموس ۹ مهر ۱۴۰۱ با هک سرویس یکپارچه ارسال پیامک و ایمیل و نوتیفیکیشن که با نام نجوا شناخته می‌شود امکان ارسال پیام‌های فراخوان به مردم ایران را به دست آوردند. نجوا نیز این خبر را تأیید کرد و نوشت «سرویس پوش‌نوتیفیکیشن نجوا، امروز شنبه، ۹ مهر ماه هدف رخنه امنیتی قرار گرفته و هک شده‌است.»

### ارسال پارازیت
گروه هکری انانیموس با ارسال پارازیت بر روی شبکه‌های صدا و سیمای جمهوری اسلامی پخش کانال‌های سراسری صدا و سیما در برخی شهرها را با اختلال روبرو کرد. این گروه پس از ارسال پارازیت در پیامی اعلام کرد: «تا وقتی جمهوری اسلامی بر روی شبکه‌های ماهواره‌ای فارسی‌زبان پارازیت می‌فرستد، این گروه نیز بر روی فرکانس‌های ماهواره‌ای صدا و سیما پارازیت خواهد فرستاد.»

### افشا هویت مأموران
در تاریخ ۱۰ مهر ۱۴۰۱ گروه بکدور هویت مأموران بازداشت‌کننده مهسا امینی را افشا کرد.

### سامانهٔ ایمیل شرکت تولید و توسعه انرژی اتمی ایران
گروه هکری بلک ریوارد در ۲۹ مهر اعلام کرد که سامانهٔ ایمیل شرکت تولید و توسعه انرژی اتمی ایران را هک کرده و تهدید که اگر حکومت «زندانی‌ها سیاسی، عقیدتی و بازداشت‌شدگان اعتراضات» را تا ۲۴ ساعت بعد آزاد نکند، این اسناد را منتشر می‌کند. این گروه پیش از این نیز در ۲۳ مهر ایمیل‌های کارکنان شبکهٔ پرس تی‌وی را هک کرده بود و با ارسال ایمیلی انبوه از آنان خواسته بود صدای مردم باشند. بلک ریوارد در روز ۳۰ مهر حدود ۵۰ گیگابایت از اطلاعات این شرکت را در کانال تلگرامی خود منتشر کرد. یک روز پس از آن که این گروه هکری حجم زیادی از اسناد شرکت توسعه انرژی اتمی ایران را منتشر کرد، سازمان انرژی اتمی ایران «نفوذ به سرور پست الکترونیک یکی از شرکت‌های تابعه» خود را تأیید کرد. این اسناد اکنون در قالب ۳۲۴ پرونده در صفحه توئیتری این گروه برای بارگیری توسط عموم در دسترس است.

### شبکه خبر
در ساعت ۹ و ۳۳ دقیقه شنبه‌شب ۱۶ مهر ۱۴۰۱، شبکه خبر برای لحظاتی توسط گروه عدالت علی هک شد و به جای تصاویر و سخنان سید علی خامنه‌ای، شعار «زن، زندگی، آزادی» پخش شد. علاوه بر این شعار، تصویری از خامنه‌ای که در آتش می‌سوزد به نمایش درآمد که در کنارش «چوپان دروغگو» نوشته شده بود.
در تاریخ ۲۲ بهمن ماه طی فراخوان روز ۲۷ بهمن
گروه عدالت علی شبکه خبر صدا و سیما را به مدت ۱ دقیقه هک نموده و هدف این گروه از هک پخش فراخوان رو ۲۷ بهمن بود

### سرور ایمیل‌های کمیته فیلترینگ
سرور ایمیل‌های کارگروه تعیین مصادیق محتوای مجرمانه توسط انانیموس هک و روز جمعه ۱۳ آبان توسط این گروه منتشر شد. این ایمیل‌ها بر اساس آدرس‌های متنوع در دامنه internet.ir تقسیم‌بندی شده‌اند. پس از هک ایمیل‌های رد و بدل شده این نهاد با شرکت‌ها و افراد مختلف در فضای اینترنت منتشر شد. محتوای این ایمیل‌ها شیوه مدیریت فیلترینگ اینترنت در ایران را در سطح کلان به نمایش گذاشته‌است. ایمیل‌های لو رفته حاوی اطلاعات درخوری دربارهٔ تعاملات اصلی‌ترین نهاد اجرا کننده سانسور اینترنت در ایران است.
پس از هک و انتشار ایمیل‌های این نهاد، سایت‌های internet.ir و peyvandha.ir و web.ir که همگی متعلق به کمیته فیلترینگ هستند برای ساعت‌ها از دسترس خارج شدند و تصاویر و شعارهای مرتبط با جنبش «زن، زندگی، آزادی» جای صفحه اصلی آن‌ها را گرفت.
در یکی از نمونه‌های منتشر شده، کمیته فیلترینگ با استناد به یک حکم قضایی دستور انسداد دو دامنه را برای شرکت «ابرآروان» ارسال کرده‌است. در نمونه‌ای دیگر یکی از مدیران وقت «کافه‌بازار» در جریان اجرای دستور حذف پیام‌رسان «وایبر»، به مدیران فیلترینگ از امکان دسترسی کاربران به این پیامرسان از طریق دیگر رقبای این شرکت خبر می‌دهد؛ موضوعی که در نهایت باعث می‌شود این پیام‌رسان با سرعت بیشتری از باقی منابع نیز حذف شود. نام شرکت‌های فنی مجری ساختار فیلترینگ در ایران مانند «یافتار پژوهان» نیز در مکاتبات ایمیلی کمیته فیلترینگ دیده می‌شود.
با توجه به اطلاعات افشا شده از مکاتبات ایمیلی با کمیته فیلترینگ سرویس وبلاگ ویرگول و ابرآروان از جمله سرویس‌هایی‌اند که اقدام به افشای اطلاعات کاربران کرده‌اند. شرکت «راهکار سرزمین هوشمند» طی یک ایمیل ۶۱۰۰ کانال تلگرام را برای مسدودسازی در هاتگرام و تلگرام طلایی معرفی کرده‌است. مدیر pay.ir، یکی از سایت‌های ارائه‌دهنده درگاه پرداخت، با ایجاد دسترسی نظارتی برای کارگروه دادستانی، به این نهاد اجازه داده‌است در هر زمان -حتی بدون نیاز به حکم قضایی- به اطلاعات کاربران و تراکنش‌های آن‌ها دسترسی داشته باشد. همچنین اطلاعات بی‌شماری در رابطه با گزارش‌های داخلی دادستانی، درخواست‌های قضایی، نام‌های کاربری و رمز عبور دسترسی‌های فنی و نیز اطلاعات برخی از رابط‌های این نهاد قابل مشاهده است
در ایمیلی دادستانی کشور درخواست حذف اطلاعات عمومی مجموعه‌شرکت‌های ماموت را به یکی از سایت‌های نمایش‌دهنده اطلاعات روزنامه رسمی کشور فرستاده‌است. ایالات متحده شرکت ماموت و زیرمجموعه‌هایش را از فهرست تحریمی خود خارج کرده بود.
ایمیلی نشان می‌دهد این کارگروه با شرکت پیام‌رسان تلگرام در تماس بوده‌است. در این ایمیل که به شکلی غیرقابل انتظار، به زبان فارسی نوشته شده از این شرکت خواسته شده تا «دستورات قضایی» را اجرا کند. در یک سند با عنوان «اهم راهکارها و پیشنهادهای اجرایی برای ساماندهی فضای مجازی»، کاهش پهنای باند و مسدودسازی تدریجی نرم‌افزارها و پیام‌رسان‌های اجتماعی خارجی به‌ویژه اینستاگرام و واتس‌اپ ابلاغ شده‌است. سازمان اطلاعات سپاه پاسداران و مدیرعامل همراه اول آمادگی خود را اعلام کرده‌است که تجهیزات مورد نیاز شرکت‌های کوچکی را به‌طور «امانی» تأمین کند. مسدودسازی فیلترشکن‌ها هم به «شرکت یافتار پژوهان پیشتاز رایانش و شرکت داده‌پردازی دوران» محول شده‌است. همه موارد ذکرشده در اردیبهشت ۹۹ به دستور ابراهیم رئیسی، زمانی‌که او ریاست قوه قضاییه را برعهده داشت، ابلاغ شده‌است.

### هک و غیرفعال کردن خبرگزاری فارس
خبرگزاری فارس در ۴ آذر ۱۴۰۱ توسط گروه بلک ریوارد هک و غیرفعال شد. به گفته این گروه، آنها ۲۵۰ ترابایت داده را از تمام سرورها و کامپیوترهای این رسانه حکومتی حذف کردند و دیتاهای هک شده علاوه‌بر بولتن‌های محرمانه ارسالی به نهاد رهبری جمهوری اسلامی و سپاه پاسداران، بخشی از اسناد شامل فکس‌ها، تماس‌های رکورد شده، اطلاعات پورتال‌های داخلی مربوط به مکالمات اداری، آرشیو تصاویر و اسناد مالی را دانلود کرده‌اند.
از این مجموعه هک‌شده یک فایل صوتی از جلسه دو ساعته قاسم قریشی، جانشین فرماندهی بسیج، با مدیران رسانه‌های نزدیک به سپاه پاسداران و بسیج منتشر شده‌است. این نشست که عصر روز ۲۴ آبان و در نخستین روز از اعتصاب سه‌روزه در سالگرد آبان خونین برگزار شده‌است و در آن فاش می‌شود که بازاریان در دست‌کم ۲۲ استان ایران به اعتصابات سراسری پیوسته و «میانگین تعطیلی بازار در ۲۴ آبان حدود ۷۰ تا ۱۰۰ درصد بوده‌است» و از این میان، بیشترین میزان اعتصاب مربوط به بازار تهران و سپس کردستان بوده‌است. در این جلسه با اشاره به تجمعات دانشجویان در ۶۲ دانشگاه و دانشکده و تحصن در ۱۱ دانشگاه گفته شد که ۱۲ مورد حمله به پایگاه‌ها و حوزه‌های بسیج و همچنین دفاتر امامان جمعه در بیرجند، کنگان و یاسوکند، علی اصغر عنابستانی، نماینده سبزوار و نماینده سابق شهرستان گنبد بوده‌است. در این جلسه به تلاش برای برجسته کردن رخدادهایی مانند بمب‌گذاری ۲۰۲۲ استانبول، اعتصاب‌های لندن، استراق سمع از مکالمه تلفنی میان رعنا رحیم‌پور، گوینده بی‌بی‌سی فارسی و مادرش و همین‌طور جام جهانی فوتبال ۲۰۲۲ برای انحراف افکار عمومی از وضعیت ایران و اعتراضات گسترده اشاره می‌شود. همچنین در آن موضوعاتی دیگری نیز از جمله نامگذاری اعتراضات سراسری با عنوان «فتنه سیاه»، وضعیت حسین رونقی در زندان، کشتار معترضان در زاهدان و چانه‌زنی بر سر سهمیه اعزام به مسابقات جام جهانی در قطر نیز مورد بحث قرار می‌گیرد.
در هک خبرگزاری فارس از دخالت نهادهای امنیتی در جریمه‌های سنگین برای فوتبالیست‌هایی که در کنار مردم معترض بوده‌اند و همین‌طور عزل مربیان فوتبالی که با اعتراضات همراهی کردند و همچنین حمایت سپاه از مهدی تاج برای رسیدن به میز ریاست فدراسیون فوتبال افشا شده‌است.
افشای بولتن‌های فرمانده سپاه پاسداران، فاش کرد که در جریان خیزش ۱۴۰۱ ایران در طی دو ماه دست‌کم «۲۹ هزار و ۴۰۰ نفر» بازداشت شده‌اند. برای ۸۰ تن از معترضان بازداشت شده توسط قوه قضائیه جمهوری اسلامی کیفر خواست محاربه صادر شده‌است.
با هک بولتن‌های خبرگزاری فارس، فاش شد خامنه‌ای خواستار «بی‌آبرو کردن» مولوی عبدالحمید شده‌است.

### هک زندان قزل‌حصار
گروه سایبری «عدالت علی» ۱۸ بهمن ۱۴۰۰ بخشی از سامانه‌های زندان قزل‌حصار کرج را هک کرده و مدارکی از جمله فهرست ۱۸۴۶ نفر از بازداشت‌شدگان اعتراض‌های آبان ۹۸ و موارد اتهامی آن‌ها را که دربرگیرنده موارد اتهامی چون «اخلال در نظم»، «فعالیت تبلیغی علیه نظام»، «توهین» به دو رهبر جمهوری اسلامی در فضای مجازی و «اجتماع و تبانی به قصد اقدام علیه امنیت کشور» بوده، ارائه داده‌است.
مهم‌ترین هک‌های گروه‌های هکری شامل شرح زیر است:
۱-هک خبرگزاری فارس توسط بلک ریوارد در ۴آذر
۲-هک دوربین‌های امنیتی توسط انانیموس
۳-هک صدا و سیما توسط عدالت علی در ۱۶مهر

## نقاب ناشناس
نقاب معروف گروه‌های هکری ناشناس، نقاب «گای فاکس»، شخصیت تاریخی انگلیسی است. گای فاکس در ابتدای قرن هفدهم قصد داشت پارلمان انگلیس را در اعتراض به پیگرد اقلیت‌های دینی منفجر کند، اما دستگیر و اعدام شد و پس از آن به مرور به یکی از نمادهای مقاومت در برابر سیستم حکومتی در بریتانیا تبدیل شده‌است. آلن مور، نویسنده بریتانیایی، در سال ۱۹۸۲ در کمیک بوکی به نام «وی یعنی انتقام» (V for Vendetta) این نقاب را که شهرت جهانی یافته را برای شخصیت اصلی داستان استفاده کرد و دیوید لوید نقاش آن را طراحی کرد. این نقاب چهره‌ای سفید با گونه‌های سرخ، ریش مدادی، چشمان نیمه‌باز، و پوزخندی مرموز را به تصویر می‌کشد.